# Jeremy Linn
Jeremy Linn (n. 6 ianuarie 1975, Harrisburg, Pennsylvania, SUA) este un înotător american, medaliat olimpic. A participat la o ediție a Jocurilor Olimpice (1996) în care a câștigat două medalii de aur și o medalie de argint.